# Neji Hyuga
Neji Hyūga (日向 ネジ?, Hyūga Neji) è un personaggio del manga ed anime Naruto, scritto e disegnato dal mangaka Masashi Kishimoto.
Neji Hyuga è un ninja del Villaggio della Foglia, e fa parte del team Gai, capitanato da Gai, insieme a Rock Lee e Tenten. Egli è membro della Casata Cadetta del Clan Hyuga e figlio di Hizashi Hyuga.
Nelle classifiche della rivista giapponese Shōnen Jump, Neji è spesso stato presente all'interno della Top 10, di solito arrivando sesto, settimo o ottavo.

## Personalità
Neji è un ragazzo molto silenzioso, che inizialmente serba un rancore profondo per i membri della Casata Principale che lui crede essere i responsabili della morte di suo padre. Nella prima infanzia Neji non aveva nulla contro la casata principale dal momento che era troppo piccolo per capire pienamente le implicazioni di essere un membro della casata cadetta, ma crescendo, vedendo che suo padre non provava altro che astio per suo fratello e per la casata principale, gradualmente cominciò a provarlo anche lui. Sviluppa anche un sentimento di arroganza verso sua cugina Hinata, ripetendole in continuazione che non potrà mai essere l'erede del clan Hyūga. Tutto questo ha fatto credere a Neji che il futuro di una persona sia già deciso alla sua nascita e non ci sia modo di scappare o cambiare il proprio destino, ma dopo essere stato sconfitto da Naruto Uzumaki sembra capire di aver sempre sbagliato..
Dopo aver scoperto la verità su suo padre, Neji inizia a capire il vero valore dell'amicizia e, addirittura, decide di seguire gli allenamenti di suo zio. Inoltre, abbandona l'idea di un destino predeterminato e comprende che bisogna essere sempre più forti per non perdere mai una battaglia.
L'odio che Neji provava per la casata principale col tempo diventa un rispetto per questa e un amore fraterno nei confronti dello zio e della cugina, non dimenticando il suo rango di appartenenza e il suo scopo nella protezione della casata principale.. Inizialmente Neji inoltre denigrava il sogno del suo compagno Rock Lee di diventare un grande ninja utilizzando solo le arti marziali senza conoscere le arti magiche, anche se in seguito si ricrederà. Sia a lui che a Tenten spesso scoccia il comportamento gioviale e iperattivo di Lee e Gai, ma sono ugualmente disposti a combattere per i loro compagni di squadra a cui sono molto legati.

## Storia
Tempo dopo la nascita del Villaggio della Foglia, il clan Hyuga, al quale Neji appartiene, si divise in due casate: la Casata principale, alla quale appartengono solo i primogeniti Hyuga, e la Casata cadetta, creata con lo scopo di mantenere pura la discendenza del sangue Hyuga e di preservare i segreti del Byakugan dagli altri villaggi.
Successe, infatti, che, per impedire lo scoppio di una guerra tra il Villaggio della Foglia e quello della Nuvola a causa di un incidente diplomatico, la Nuvola chiese il corpo di Hiashi Hyuga per accettare l'armistizio tra i contendenti. Hizashi, gemello di Hiashi, scelse di sacrificarsi al posto del fratello. Alla sua morte, infatti, la sua abilità innata scomparve con lui in quanto membro della Casata cadetta. Konoha inviò alla Nuvola il suo corpo, uguale a quello di Hiashi, mantenendo l'accordo preso.

Segno maledetto sulla fronte della Casata cadetta degli Hyuga

 La verità fu tenuta a lungo tempo nascosta a Neji, figlio di Hizashi, nel quale crebbe un profondo odio verso la Casata principale a causa del sacrificio del padre.
Neji, insieme al Team Gai di cui fa parte, partecipa all'esame di selezione dei chunin durante il quale inizialmente cerca di non farsi notare sotto consiglio del maestro Gai Maito.
 Supererà la prima e la seconda prova d'esame, rispettivamente l'esame scritto di Ibiki Morino, la prova di sopravvivenza nella Foresta della Morte e sconfiggendo in battaglia Hinata Hyuga, sua cugina, cercando di ucciderla in quanto membro della Casata principale e, quindi, bersaglio del suo odio.
Nella terza ed ultima prova affronterà Naruto Uzumaki, come da sorteggio, sfoderando tecniche da lui perfezionate, che la Casata cadetta non dovrebbe conoscere perché insegnate alla sola Casata principale, e provocando lo sgomento di Hiashi Hyuga. Tuttavia esce sconfitto dallo scontro con Naruto, grazie al quale impara che il destino di un essere umano non è segnato dalla nascita.
Dopo l'incontro viene a conoscenza della verità sul sacrificio di suo padre da Hiashi, suo zio, il quale stava aspettando il giusto momento per spiegargli gli avvenimenti funesti del passato. Da quel momento, Neji smette di provare rancore verso la Casata principale e accetta di essere allenato dallo zio.
Ricompare nella storia in seguito alla fuga di Sasuke Uchiha, viene incluso in una squadra di soli genin, capitanata dal neochunin Shikamaru Nara, organizzata proprio per riportare al Villaggio della Foglia il compagno fuggito.
Affronterà Kidomaru, del Quartetto del Suono, come da piano di Shikamaru, riuscendo a sconfiggerlo grazie alla sua grande capacità intellettuale e la potenza del Byakugan. Nel combattimento viene trapassato da due frecce: una alla spalla e una alla milza che gli lasceranno due ampi fori. Le ferite gli sono, poi, state curate nella sala di cura intensiva da quattro ninja medici, ai quali fa capo Shizune, utilizzando come "base" una ciocca dei suoi capelli in un lungo intervento.
Durante i due anni di allenamento di Naruto, Neji diventa jonin. Il Team Gai, di cui è membro, viene mandato in aiuto del Team 7 e del Villaggio della Sabbia, per recuperare Gaara, Quinto Kazekage, rapito dall'Organizzazione Alba.
Mentre sono in cammino per raggiungerli, Alba crea una copia di Kisame Hoshigaki, utilizzando il 30% del suo chakra, che verrà comandata a distanza da Kisame stesso, sconfitta da Gai mediante una sua tecnica.
Per disattivare una barriera posta da Pain all'entrata del covo di Alba, incombe, come ognuno dei suoi compagni di squadra, in una trappola nella quale emerge una sua copia che ha le sue stesse capacità e tecniche. Sconfitta la copia trappola, giungono in rinforzo a Kakashi Hatake e Naruto che intanto fronteggiavano Deidara, un membro dell'Organizzazione, per recuperare il corpo di Gaara. Gaara viene salvato e la missione completata.
Successivamente, uscito per una missione con il Team Gai, torna di fretta a Konoha poiché nota uno stormo di uccelli che volano in verso opposto e Gamabunta, disteso e svenuto non lontano dal villaggio, il quale comunica loro che e in corso la sua totale distruzione per mano di Pain. Arrivato al villaggio trova Hinata ferita e cerca un ninja medico nei dintorni per curarla.
Durante la quarta grande guerra ninja, Neji viene reclutato nella Seconda divisione, capitanata da Kitsuchi e affronta, insieme ad'Hinata, diversi Zetsu bianchi.
Finito il primo giorno di battaglia, durante la notte fa da guardia al campo utilizzando il suo Byakugan, insieme a Kiba ed Akamaru, per avvisare i compagni in caso di attacchi nemici. Intanto uno Zetsu bianco assume le sue sembianze mediante una particolare tecnica di trasformazione e si infiltra nell'unità medica: viene tuttavia scoperto da Sakura Haruno, la quale lo sconfiggerà e lo analizzerà. Il vero Neji, nel frattempo, cade a terra per la stanchezza durante il turno di guardia; il suo posto viene preso da Hinata, insieme a Shino..
Dopo essersi ripreso ed aver sconfitto insieme al suo gruppo gli Zetsu bianchi, corre ad aiutare Naruto che sta affrontando il Decacoda. Nello scontro si sacrifica per salvare Hinata e Naruto da un attacco del cercoterio, morendo col sorriso sulle labbra e tra le braccia dell'amico dopo avergli detto di aver scelto di morire per proteggere quelli a lui cari, come suo padre prima di lui.

## Capacità ninja

Il Byakugan

Neji possiede il Byakugan, l'abilità innata del suo clan, che gli dà una vista a 359º, e lo speciale stile di combattimento chiamato Juken, che gli consente di danneggiare il sistema circolatorio del chakra e gli organi interni. Neji è considerato il genio del clan Hyuga: fu, infatti, la prima matricola della sua classe a graduarsi all'accademia ed era considerato il più forte e talentuoso di tutti i Genin del Villaggio della foglia che partecipavano agli esami di selezione dei chunin. In tenera età, Neji sapeva già utilizzare il Byakugan, e conosceva tutte le tecniche segrete della casata principale (come la Rotazione Suprema e la Tecnica delle 64 Chiusure), che ha imparato e perfezionato da solo, senza insegnamento, con estrema facilità.
Neji possiede un Byakugan molto sviluppato rispetto a quello degli altri membri del suo clan: ha sviluppato, infatti, la capacità di vedere perfettamente i punti di fuga dell'avversario e già in età adolescenziale possiede una visuale di 50 metri a 358 gradi e può zoomare fino a 1km in linea retta. Nonostante le sue grandi capacità Neji ha però un punto debole ossia il punto cieco di 2 gradi posto sulla sua schiena; Neji infatti si trova in grave difficoltà, come nello scontro con Kidomaru che riesce a sfruttarlo combattendo a distanza lunga. Durante la seconda serie imparerà però la Tecnica del Palmo d'Aria che sopperirà a questa mancanza.

## Altri media
Neji è stato uno dei personaggi più presenti in Naruto. Appare anche in alcuni film; in Naruto Shippuden: L'esercito fantasma gli viene assegnata la protezione di Shion e parte con Naruto, Sakura, e Lee, per il Paese dei Demoni. Neji appare anche nel terzo OAV dove, insieme a tutti i protagonisti, partecipa ad un torneo nel Villaggio della Foglia, perdendo contro Naruto.
Neji appare anche in molti videogame tra i quali la serie di Naruto: Clash of Ninja e la serie di Naruto: Ultimate Ninja.
Nel videogioco Naruto: Clash of Ninja, Neji fa la sua prima apparizione con l'aspetto della seconda serie.